# Keegan-Michael Key
Keegan-Michael Key  (Southfield, 22 maart 1971) is een Amerikaans acteur, komiek en scenarioschrijver.

## Biografie
Key werd geadopteerd als kind en groeide op in Detroit. Later ontdekte hij de identiteit van zijn biologische moeder en ontdekte dat hij twee halfbroers had, maar die waren al overleden. Een van zijn halfbroers was de stripboekauteur Dwayne McDuffie.
Key studeerde aan de Universiteit van Detroit Mercy en later aan de Pennsylvania State University, waar hij afstudeerde met een Master of Fine Arts.

### Carrière
Na enkele kleine rollen trad hij in dienst bij MADtv in 2004, waar hij Jordan Peele ontmoette. Key verscheen tot 2009 in 107 afleveringen van MADtv. Samen met Jordan Peele creëerde hij in 2012 de komische sketchshow Key & Peele op Comedy Central. 
Key speelde een terugkerende rol in het zesde en zevende seizoen van de NBC-serie Parks and Recreation in 2013-2015. In 2014 waren Key en Peele te zien als FBI-agent in de misdaadserie Fargo. 
In 2015 verscheen Key op het diner van het Witte Huis-correspondenten als het personage Luther, de woedevertaler van president Barack Obama.
In 2017 werd hij ingewijd in de Academy of Motion Picture Arts and Sciences (AMPAS), die jaarlijks de Oscars uitreikt.

## Filmografie

### Films
| Jaar | Titel                              | Rol                                        | Opmerkingen       |
| ---- | ---------------------------------- | ------------------------------------------ | ----------------- |
| 1999 | Get the Hell Out of Hamtown        | J                                          |                   |
| 2000 | Garage: A Rock Saga                | TV Studio Manager                          |                   |
| 2003 | Uncle Nino                         | Airport Stranger                           |                   |
| 2004 | Mr. 3000                           | Reporter                                   |                   |
| 2006 | Alleyball                          | Curt Braunschweib                          |                   |
| 2006 | Grounds Zero                       | Arch                                       | Korte film        |
| 2007 | Sucker For Shelley                 | Michael                                    | Korte film        |
| 2008 | Yoga Matt                          | Matt                                       | Korte film        |
| 2008 | Role Models                        | Duane                                      |                   |
| 2008 | Land of Arabia                     | Dwayne                                     | Korte film        |
| 2010 | Welcome to the Jungle Gym          | Mike McKenzie                              | Korte film        |
| 2010 | Due Date                           | New Father                                 |                   |
| 2011 | Just Go with It                    | Ernesto                                    |                   |
| 2011 | Bucky Larson: Born to Be a Star    | Guinness Man                               |                   |
| 2012 | Wanderlust                         | Marcys Flunkie                             |                   |
| 2013 | Hell Baby                          | F'Resnel                                   |                   |
| 2013 | Afternoon Delight                  | Bo                                         |                   |
| 2014 | The Lego Movie                     | Frank the Foreman                          | Stem              |
| 2014 | Teacher of the Year                | Ronald Douche                              |                   |
| 2014 | Let's Be Cops                      | Pupa                                       |                   |
| 2014 | Horrible Bosses 2                  | Mike                                       |                   |
| 2015 | Pitch Perfect 2                    | Beca's Boss                                |                   |
| 2015 | Welcome to Happiness               | Proctor                                    |                   |
| 2015 | Tomorrowland                       | Hugo Gernsback                             |                   |
| 2015 | Vacation                           | Jack Peterson                              |                   |
| 2015 | Hotel Transylvania 2               | Murray the Mummy                           | Stem              |
| 2015 | Freaks of Nature                   | Mr. Keller                                 |                   |
| 2016 | Keanu                              | Clarence / Smoke Dresden                   | Ook als producent |
| 2016 | The Angry Birds Movie              | Judge Peckinpah                            | Stem              |
| 2016 | Don't Think Twice                  | Jack                                       |                   |
| 2016 | Storks                             | Alpha Wolf                                 | Stem              |
| 2016 | Why Him?                           | Gustav                                     |                   |
| 2017 | Win It All                         | Gene                                       |                   |
| 2017 | The Disaster Artist                | Zichzelf                                   | Cameo             |
| 2017 | The Star                           | Dave                                       | Stem              |
| 2018 | The Predator                       | Coyle                                      |                   |
| 2019 | The Lion King                      | Kamari                                     | Stem              |
| 2019 | Dolemite Is My Name                | Jerry                                      |                   |
| 2019 | Playing with Fire                  | Mark                                       |                   |
| 2019 | Toy Story 4                        | Ducky                                      | Stem              |
| 2020 | All the Bright Places              | Embry                                      |                   |
| 2020 | Jingle Jangle: A Christmas Journey | Gustafson                                  |                   |
| 2020 | The Prom                           | Principal Tom Hawkins                      |                   |
| 2022 | Chip 'n Dale: Rescue Rangers       | Bjornson the Cheesemonger / Frog Co-Worker | Stem              |
| 2022 | Pinocchio                          | Honest John                                | Stem              |
| 2023 | The Super Mario Bros. Movie        | Toad                                       | Stem              |
| 2023 | Wonka                              | Chief of police                            |                   |
| 2024 | IF                                 | Slime                                      | Stem              |

### Televisie
| Jaar       | Titel                               | Rol                                                | Opmerkingen                                                          |
| ---------- | ----------------------------------- | -------------------------------------------------- | -------------------------------------------------------------------- |
| 2001       | ER                                  | Witkowski                                          | Aflevering: "Quo Vadis?"                                             |
| 2004       | I'm With Her                        | Orderly                                            | Aflevering: "Poison Ivy"                                             |
| 2004–2009  | Mad TV                              | Verschillende rollen                               | 107 afleveringen; alsook schrijver                                   |
| 2005–2008  | The Planet's Funniest Animals       | Host                                               | 30 afleveringen                                                      |
| 2007       | Frangela                            | DeShawn                                            | Televisiefilm                                                        |
| 2008       | Chocolate News                      | Woodsy                                             | 1 aflevering                                                         |
| 2008–2009  | Reno 911!                           | Hypothetical Criminal                              | 8 afleveringen                                                       |
| 2009–2010  | Gary Unmarried                      | Curtis                                             | 17 afleveringen                                                      |
| 2010       | Sons of Tucson                      | Eric                                               | Aflevering: "Pilot"                                                  |
| 2010–2015  | Childrens Hospital                  | Cop, Captain Tripper                               | 3 afleveringen                                                       |
| 2011       | A Series of Unfortunate People      | Ted                                                | Aflevering: "Family Secret"                                          |
| 2011       | Love Bites                          | Drew                                               | 2 afleveringen                                                       |
| 2011       | Wilfred                             | Dick Barbian                                       | Aflevering: "Identity"                                               |
| 2011       | The League                          | Steve / Carmenjello                                | Aflevering: "Carmenjello"                                            |
| 2012–2015  | Key & Peele                         | Zichzelf / verschillende rollen                    | 54 afleveringen; alsook co-creator, schrijver en executive producer  |
| 2013       | How I Met Your Mother               | Calvin                                             | Aflevering: "Something New"                                          |
| 2013       | Super Fun Night                     | Slade                                              | Aflevering: "Pilot"                                                  |
| 2013–2021  | Whose Line is it Anyway?            | Zichzelf / Fourth Seater                           | 11 afleveringen                                                      |
| 2014       | The Middle                          | Reverend Deveaux                                   | Aflevering: "Hungry Games"                                           |
| 2014       | Hell's Kitchen                      | Zichzelf                                           | Gast diner; seizoen 13 aflevering 14: "5 Chefs Compete"              |
| 2014       | Fargo                               | FBI Special Agent Bill Budge                       | 4 afleveringen                                                       |
| 2014–2015  | Parks and Recreation                | Joe                                                | 5 afleveringen                                                       |
| 2014–2015  | BoJack Horseman                     | Sebastian St. Clair (stem)                         | 4 afleveringen                                                       |
| 2014, 2016 | Robot Chicken                       | Verschillende rollen (stemmen)                     | 2 afleveringen                                                       |
| 2014–2016  | Bob's Burgers                       | Verschillende rollen (stemmen)                     | 5 afleveringen                                                       |
| 2014–2017  | Playing House                       | Mark Rodriguez                                     | 21 afleveringen                                                      |
| 2015       | The Hotwives                        | Ace                                                | 7 afleveringen                                                       |
| 2015       | TripTank                            | King Lhoga (stem)                                  | Aflevering: "Dirty Talk"                                             |
| 2015       | It's Always Sunny in Philadelphia   | Grant Anderson                                     | Aflevering: "The Gang Goes on Family Fight"                          |
| 2015       | White House Correspondents' Dinner  | Luther                                             | Televisiespecial                                                     |
| 2015       | W/ Bob & David                      | Traffic Cop                                        | Aflevering: "Episode 3"                                              |
| 2015, 2019 | Rick and Morty                      | Fourth Dimensional Being (stem)                    | 2 afleveringen                                                       |
| 2015–2019  | SuperMansion                        | American Ranger, Sgt. Agony, Blue Menace (stemmen) | 38 afleveringen                                                      |
| 2016       | Modern Family                       | Tom Delaney                                        | Aflevering: "Playdates"                                              |
| 2016       | Angie Tribeca                       | Helmut Fröntbüt                                    | Aflevering: "Ferret Royale"                                          |
| 2016       | The Muppets                         | Zichzelf                                           | Aflevering: "Swine Song"                                             |
| 2016       | House of Lies                       | Devin Townsend                                     | Aflevering: "Johari Window"                                          |
| 2016       | American Dad!                       | E-Money (stem)                                     | Aflevering: "Criss-Cross Applesauce: The Ballad of Billy Jesusworth" |
| 2016       | Mack & Moxy                         | Admirable Keegan                                   | Aflevering: "Buckle, Buckle, Seatbelts and Chuckle"                  |
| 2016–2017  | Archer                              | Detective Diedrich, Floyd (stemmen)                | 6 afleveringen                                                       |
| 2016, 2018 | Last Week Tonight with John Oliver  | Crazy Jimmy, Faux BitConnect Carlos                | 2 afleveringen                                                       |
| 2017       | The Simpsons                        | Jazzy James (stem)                                 | Aflevering: "The Great Phatsby"                                      |
| 2017       | Son of Zorn                         | Grobos the Great (stem)                            | Aflevering: "All Hail Son of Zorn"                                   |
| 2017       | Detroiters                          | Smilin' Jack                                       | Aflevering: "Smilin' Jack"                                           |
| 2017       | Samurai Jack                        | Da' Samurai (stem)                                 | Aflevering: "XCVII"                                                  |
| 2017–2019  | Friends from College                | Ethan Turner                                       | 16 afleveringen                                                      |
| 2018       | Impulse                             | Michael Pearce                                     | 2 afleveringen                                                       |
| 2018       | Sesame Street                       | Zichzelf                                           | 2 afleveringen                                                       |
| 2019       | Veep                                | Jordan Thomas Jr.                                  | Aflevering: "South Carolina"                                         |
| 2019       | The Dark Crystal: Age of Resistance | The Ritual-Master (skekZok) (stem)                 | 9 afleveringen                                                       |
| 2019       | No Activity                         | Charles Brock                                      | 2 afleveringen                                                       |
| 2019–2022  | Green Eggs and Ham                  | Verteller                                          | 23 afleveringen                                                      |
| 2020       | Brain Games                         | Gastheer                                           | 8 afleveringen                                                       |
| 2020       | Game On!                            | Gastheer                                           | 8 afleveringen                                                       |
| 2020       | Home Movie: The Princess Bride      | Inigo Montoya                                      | Aflevering: "Chapter Eight: Ultimate Suffering"                      |
| 2021       | Saturday Night Live                 | Gastheer                                           | Aflevering: "Keegan-Michael Key/Olivia Rodrigo"                      |
| 2021–2023  | Schmigadoon!                        | Josh Skinner                                       | 12 afleveringen                                                      |
| 2022       | The Pentaverate                     | Dr. Hobart Clark                                   | 3 afleveringen                                                       |
| 2022       | Reboot                              | Reed Sterling                                      | Vaste rol                                                            |
| 2024       | Abbott Elementary                   | Superintendent John Reynolds                       | 3 afleveringen                                                       |
| 2024       | Elsbeth                             | Ashton Hayes                                       | Aflevering: "Something Blue"                                         |